# Nuôi cá da trơn

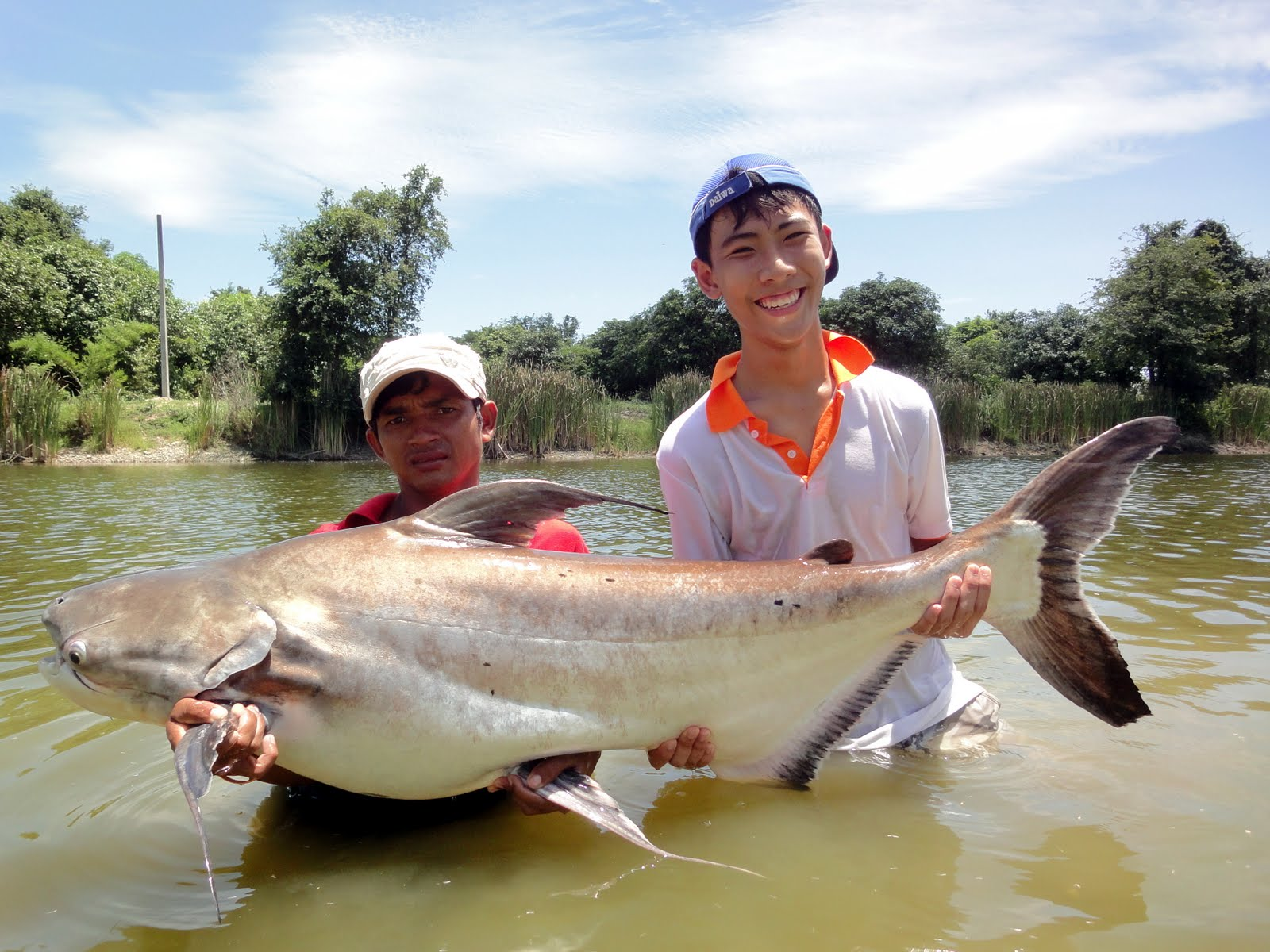
Thu hoạch cá vồ cờ ở Thái Lan

Nuôi cá da trơn là hoạt động nuôi các loài cá da trơn để dùng làm nguồn thực phẩm cho con người, cũng như nuôi trồng những giống cá cảnh. Cá da trơn hay Catfish là tên chung cho một nhóm cá có mặt ở khắp thế giới trong môi trường nước mặn hoặc nước ngọt. Cá da trơn chiếm nhiều chỗ trong hệ sinh thái, từ loài vật ngoại lai có hại tới loài cá nuôi và đến loài vật cưng nổi tiếng trong bể cá nuôi. Cá cá da trơn cũng được ăn và câu cá thể thao, cung cấp loại thịt trắng săn chắc thỉnh thoảng rất nhiều hương vị, đặc biệt từ những vùng nước sạch. Thịt cá cá da trơn rất chắc, và giữ nguyên khi chiên và nướng, hai cách nấu nướng thông dụng ở miền nam nước Mỹ. 

## Tổng quan

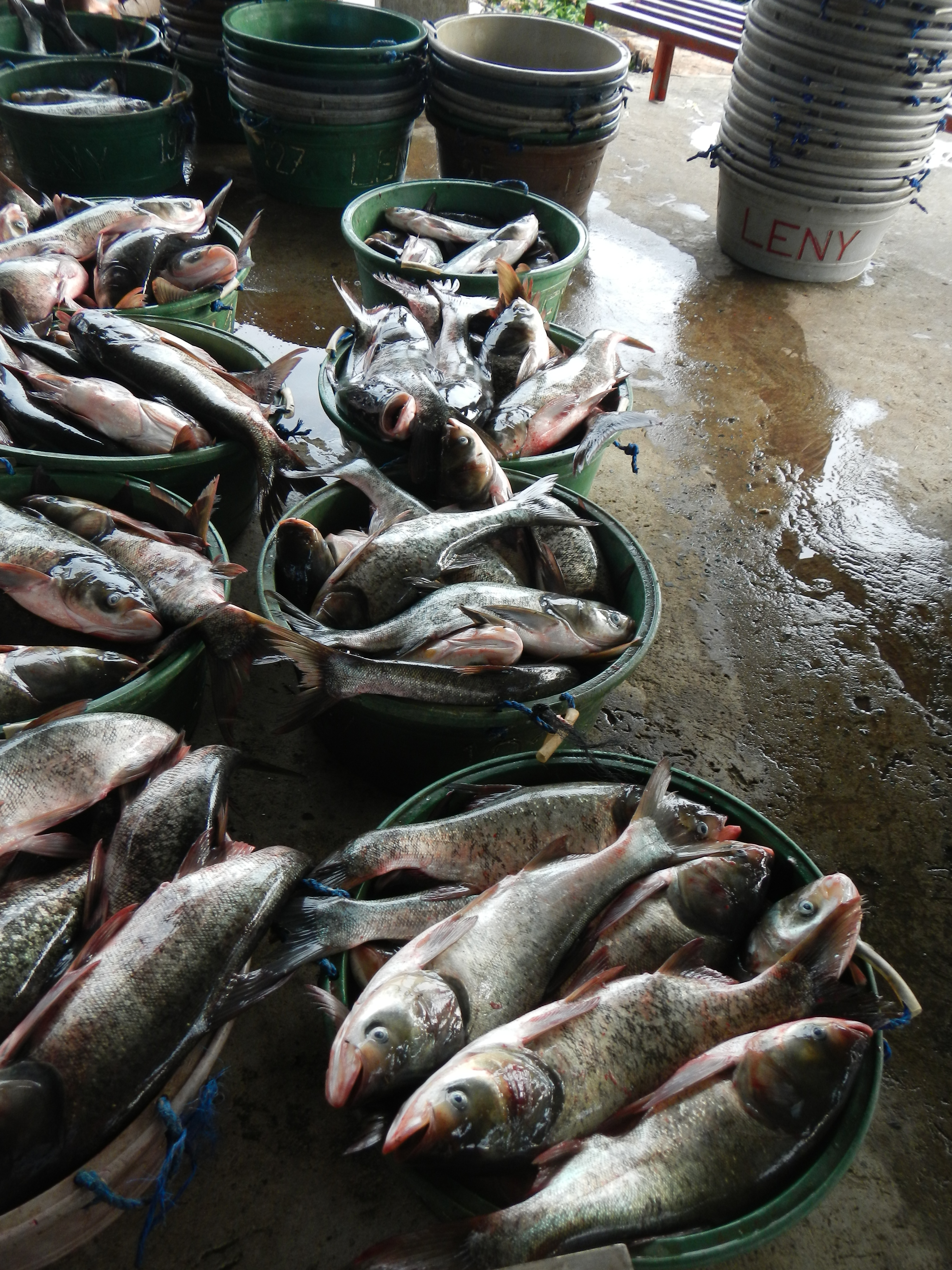
Các loại cá da trơn được bán ở Mỹ

Cá da trơn là tên tiếng Anh chỉ tất cả các loài cá có da trơn (không có vảy), gồm cá trê, cá nheo, cá tra, cá ba sa, cá lăng, cá bông lau. Theo hệ thống phân loại ngư loại học, tất cả các loài cá nói trên đều thuộc Bộ Cá Nheo (Siluriformes), gồm khoảng 2.500 đến 3.000 loài cá khác nhau, phân bổ trong các thủy vực nước ngọt, mặn và lợ trên khắp thế giới. Các loài cá này được xếp vào các họ cá khác nhau, trong đó có họ cá nheo Mỹ (Ictaluridae) và họ cá da trơn châu Á (Pangasiidae). Loài cá nheo được nuôi ở Mỹ (Ictalurus puntatus) thuộc họ cá nheo Mỹ, còn cá tra (Pangasius hypophthalmus) và cá ba sa (Pangasius bocourti) được nuôi phổ biến ở đồng bằng sông Cửu Long thuộc họ cá da trơn châu Á.
Cá da trơn dễ dàng nuôi thả trong khu vực có khí hậu ấm áp, làm cho giá thành sản phẩm không cao mà vẫn đảm bảo chất lượng tốt của sản phẩm. Cá cá da trơn là loài ăn tạp, và kết quả là thường được xem như loài vật có hại khi chúng được đưa vào Mỹ. Cá da trơn là loài cá nuôi nhiều lợi ích nhất của nước Mỹ, với thị trường nuôi cá khổng lồ bắt đầu vào những năm 1980. Đa số cá cá da trơn có sẵn để bán là cá nuôi, mặc dù nhiều tay câu cá này đang theo đuổi cá để câu thể thao và ăn ở các hồ và suối trên khắp thế giới.
Cá cá da trơn cũng được bán để trang trí cho những bể cá nuôi, nơi người nuôi cá trang trí bể nuôi của họ bằng đá sỏi sạch ở các bên cùng với đáy. Chỉ một ít loài cá cá da trơn được đánh bắt và nuôi thương mại, với miềnNamnước Mỹ và Việt nam là những nhà sản xuất chính cá cá da trơn được bán ở Bắc Mỹ. Các chợ Á Châu ở Los Angeles bán nhiều loại cá cá da trơn từ dưới 1 pound tới trên 6 pound, một số có trọng lượng nhỏ hơn được bán sống từ thùng cá của cửa hàng.

## Tình hình chung

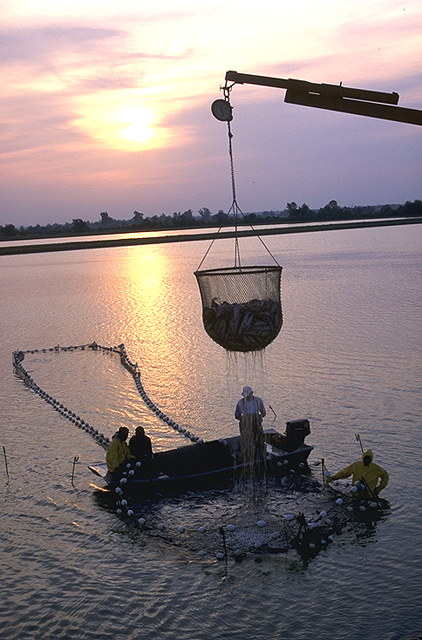
Thu hoạch cá da trơn ở Mỹ

Cá da trơn được đánh bắt và nuôi thả ở nhiều nơi trong hàng trăm năm qua tại châu Phi, châu Á và châu Âu để cung cấp thực phẩm cho con người. Việc đánh giá chất lượng và hương vị của thực phẩm chế biến từ cá da trơn là không thống nhất, một số người cho rằng cá da trơn là loại thực phẩm hảo hạng, trong khi những người khác cho rằng nó chứa nhiều nước và hương vị không hấp dẫn. Tại Trung Âu, cá da trơn được coi là một loại đặc sản, chỉ dùng trong những ngày lễ và trong các bữa tiệc. Tại Indonesia cá da trơn là món ăn rất phổ biến. Người ta thường nướng cá tại các quầy hàng (warung) trên đường phố và ăn kèm với rau trong món ăn gọi là pecel lele (Lele là từ trong tiếng Indonesia để chỉ cá da trơn). Cá ba sa (Pangasius bocourti) là một trong những nguồn cung cấp thực phẩm lớn ở khu vực Đông Nam Á. Cá da trơn cũng chứa nhiều vitamin D.
Tại châu Á, nhiều loài cá da trơn là nguồn cung cấp thực phẩm quan trọng. Một vài loài cá trê (họ Clariidae) và cá tra (họ Pangasiidae) được chăn nuôi nhiều tại châu Phi và châu Á. Xuất khẩu cá ba sa (Pangasius bocourti) từ miền nam Việt Nam, đã gặp phải áp lực từ ngành công nghiệp cá da trơn của Hoa Kỳ. Năm 2003, Quốc hội Hoa Kỳ đã thông qua một đạo luật ngăn không cho cá da trơn nhập khẩu được dán nhãn là catfish (từ trong tiếng Anh để chỉ chung các loài cá da trơn). Kết quả là hiện nay các nhà xuất khẩu cá ba sa Việt Nam dán nhãn sản phẩm của mình để bày bán tại Hoa Kỳ là "basa fish". Việc buôn bán cá da trơn làm cá cảnh cũng đang gia tăng, với hàng trăm loài, như các loài của chi Corydoras và họ Loricariidae, là các thành phần phổ biến trong nhiều bể cá cảnh. Các loài cá da trơn khác cũng hay được tìm thấy trong các bể cảnh là các loài của họ Aspredinidae, Doradidae, Pimelodidae.
Các loài trong chi Ictalurus đã được đưa vào các vùng nước châu Âu một cách sai lầm với hy vọng tạo ra nguồn cá thực phẩm và cá câu thể thao. Tuy nhiên, nguồn cá da trơn Mỹ tại châu Âu không đạt được kích thước như ở vùng nước bản địa của chúng và chỉ làm tăng áp lực sinh thái lên quần động vật bản địa châu Âu. Cá trê trắng (Clarias batrachus) cũng đã được đưa vào các vùng nước ngọt của tiểu bang Florida, nhưng loài cá da trơn này cũng trở thành loài xâm hại tại đây. Pylodictis olivaris cũng là các loài gây hại ở khu vực ven Đại Tây Dương. Các loài trong chi Pterygoplichthys, do những người nuôi cá cảnh thả ra, cũng đã sinh sôi nảy nở thành các quần thể hoang dã gây hại tại nhiều vùng nước ấm trên khắp thế giới.

## Ở Việt Nam

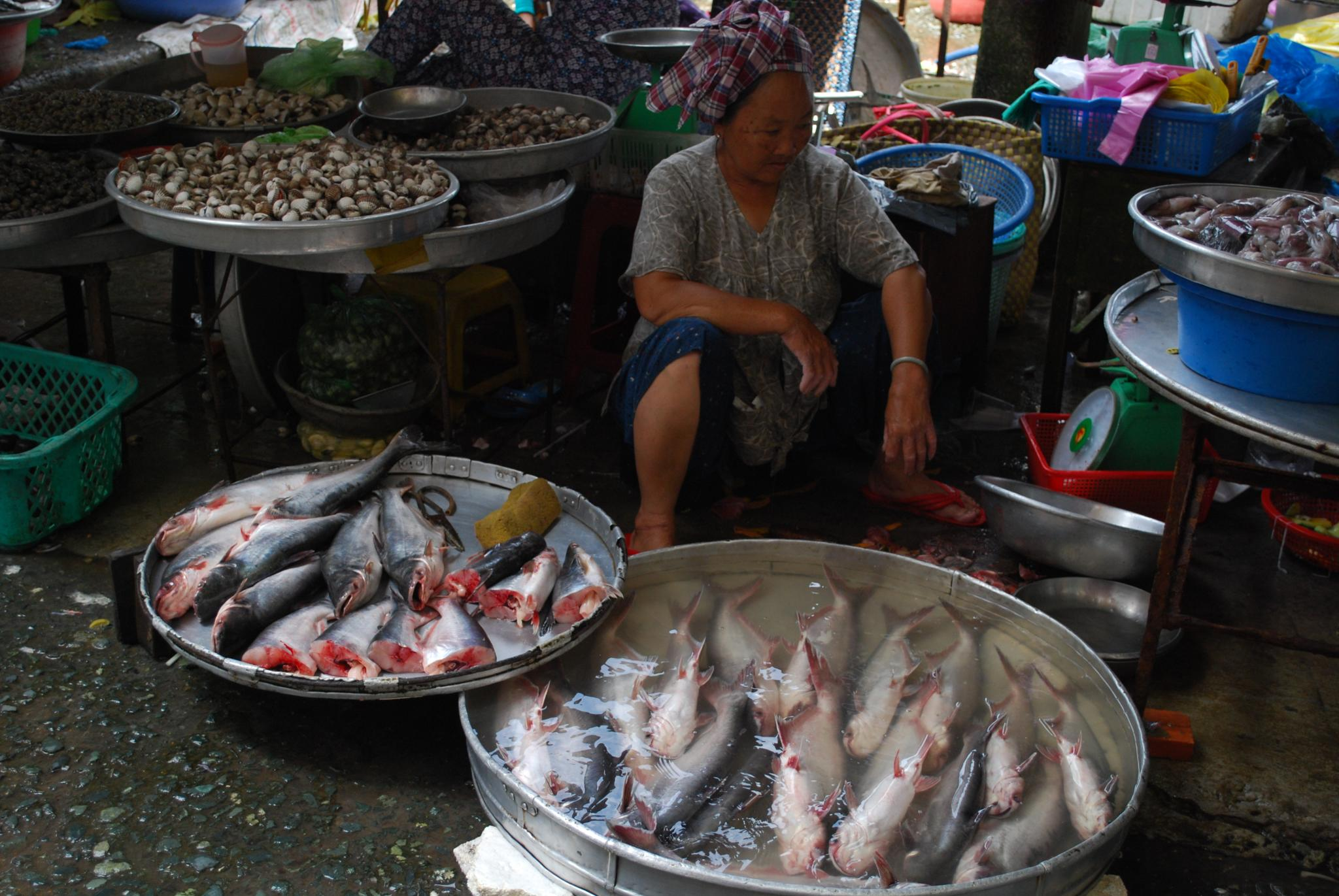
Cá ba sa ở chợ Vĩnh Long

Trong họ Cá tra có một số loài được nuôi trong hồ từ lâu đời, đặc biệt là cá tra (cá tra nuôi). Ngày nay ngành cá nuôi trở thành một công nghiệp nuôi và chế biến mà họ cá tra là trọng điểm. Trên đà nghiên cứu cho ngành cá nuôi có rất nhiều báo cáo về môi trường sống, thức ăn... của họ Cá tra trong điều kiện thiên nhiên và trong điều kiện "gia ngư hóa". Cá tra là một đặc sản của dòng sông Mê kong, từ lâu đã trở nên quen thuộc, phổ biến trong bữa ăn hàng ngày của người dân vùng hạ lưu sông Mê kong chảy qua các nước Thái Lan, Campuchia, Việt Nam. Chúng cùng nhóm với các loài cá có giá trị khác như cá bông lau, cá ngát, cá hú, cá tra ngày nay còn nổi tiếng trên toàn thế giới khi sản phẩm của nó đã có mặt ở trên 134 quốc gia (tính đến năm 2012). Cá tra đang được hàng triệu triệu người tiêu dùng ưa chuộng sánh ngang hàng với những loài cá thịt trắng mà người châu Âu và Mỹ vẫn hay ăn là cá Headock, cá Pollack, cá Tilapia. Cá tra được xếp là một trong 10 loại thủy sản được yêu thích nhất ở Mỹ.
Cá tra được ưa thích và nổi tiếng như vậy là vì cá tra có thịt trắng, không mùi, hương vị sau khi nấu rất thơm ngon, có thể được chế biến nhiều món ăn; giá cả không đắt. Đặc biệt, thịt cá tra rất bổ dưỡng. Thịt cá tra không có cholesterol, chứa nhiều các thành phần vitamin A, D, E, các axít béo không no thiết yếu cho cơ thể như MUFA, PUFA và quan trọng hơn là Omega 3 EPA, DHA thành phần cấu tạo của não người. Ăn cá giúp giảm các bệnh liên quan đến tim mạch, tốt cho não, bổ mắt, ngăn ngừa ung thư, da khỏe đẹp, giảm đau và viêm sưng, mỡ trong cá tra còn chứa các axít béo no khác rất cần cho cơ thể.
Nuôi và chế biến cá tra có tầm quan trọng trong cả Việt Nam và cung cấp công ăn việc làm cho hàng vạn nông/công nhân. Ngành nuôi cá tra đang có đà phát triển mạnh, dù có ảnh hưởng ít nhiều của vụ kiện của Hoa Kỳ trước đây, và còn có điều kiện gia tăng trong tương lai. Về mặt tiêu thụ, đối với Bắc Mỹ, cá tra đã là một loại thực phẩm quen thuộc, vì Bắc Mỹ cũng sản xuất cá nuôi da trơn nên việc tìm khách hàng tiêu thụ không gặp khó khăn. Đối với các châu lục khác, ngoài châu Á, người tiêu thụ còn bỡ ngỡ với món thực phẩm mới này, nhất là cá xác bụng (cá ba sa), người châu Âu khó chấp nhận vì thành phần mỡ cao. Trong thời gian tới, những loài chưa có mức sản xuất quy mô như cá bông lau, cá vồ đém, cá hú còn ở trong tình trạng thử nghiệm, sẽ là những bàn đạp để gia tăng tiêu thụ.
Vùng đồng bằng sông Cửu Long ở Việt Nam có sản lượng cá tra và cá xác bụng (ba sa) là 400.000 tấn năm 2005. Còn nhiều tiềm năng tăng sản lượng. Trong họ Pangasiidae 2 loài cá ba sa và cá tra là cá nuôi kinh tế của đồng bằng sông Cửu Long, đặc biệt trong hình thức nuôi tăng sản. Hằng năm nghề nuôi cá bè cung cấp hàng ngàn tấn cá ba sa cho thị trường trong nước, thêm vào đó là hàng ngàn tấn nguyên liệu cho thức ăn gia súc. Nếu trong năm 1993 sản lượng nuôi bè ở miền Nam Việt Nam ước lượng vào khoảng 17400 tấn hầu hết là từ các bè nuôi sông Mê Kông, thì chỉ riêng cá ba sa đã chiếm ¾ sản lượng này (13400 tấn). Trong năm 1996 sản lượng loài cá này khoảng 15000 tấn (Phillip Cacot). Năm 2011 Việt Nam dự tính xuất cảng khoảng 1,2-1,3 triệu tấn cá tra, trị giá khoảng 1.45-1.55 tỷ US$.
Theo sự đánh giá của P. Cacot và J. Lazard năm 2004, tương lai phát triển ngành nuôi cá họ này như sau:
- Cá tra nuôi (Pangasius hypophthalmus): kỹ thuật nuôi có tầm vóc sản xuất quy mô, giới tiêu thụ xếp vào loại tạm ngon.
- Cá xác bụng hay cá ba sa: (Pangasius bocourti): kỹ thuật nuôi khá quy mô, giới tiêu thụ xếp vào loại ngon.
- Cá tra bần (Pangasius mekongensis hay P. kunyit): kỹ thuật nuôi còn ở giai đoạn thử nghiệm, giới tiêu thụ xếp vào loại ngon đến thật ngon.
- Cá vồ đém (Pangasius larnaudii): kỹ thuật nuôi còn ở giai đoạn thử nghiệm, giới tiêu thụ xếp vào loại ngon.
- Cá hú (Pangasius conchophilus): kỹ thuật nuôi còn ở giai đoạn thử nghiệm, giới tiêu thụ xếp vào loại ngon.
- Cá bông lau (Pangasius krempfi): chưa có thông tin về kỹ thuật nuôi, được xếp vào loại ngon nhất.

Trong số 13 loài này, có hai loài cá đã được ghi vào sách đỏ Việt Nam. Loài cá vồ cờ (Pangasius sanitwongsei) được ghi tên trong sách đỏ từ năm 1996. Loài cá tra dầu (Pangasius gigas) có tên trong sách đỏ từ năm 2002. Ngoài ra có một số loài đã trở thành cá nuôi, vài loài được nuôi với tầm vóc quy mô.
Theo phương pháp nuôi truyền thống, người nuôi cá tra thường cho ăn liên tục nhiều lần trong ngày nhằm thúc cá tăng trọng nhanh nhưng không mang lại hiệu quả cao do tiêu hóa chậm, thức ăn không sử dụng triệt để và làm giảm sự hấp thu dinh dưỡng. Nếu cho ăn gián đoạn theo chu kỳ một ngày ăn một ngày nghỉ thì hệ số thức ăn giảm chỉ còn 1,45-1,5 (giảm 0,1-0,4 kg thức ăn cho mỗi kg cá) trong khi cá vẫn tăng trưởng tốt do trong một ngày thì cá không hấp thụ hết chất dinh dưỡng mà cá đã ăn vào, nên nếu tiếp tục cho cá ăn vào ngày hôm sau thì cá phải thải ra ngoài lượng thức ăn cũ trong ruột để hấp thu lượng thức ăn mới, việc ngừng cho ăn vào ngày hôm sau sẽ giúp cá hấp thu triệt để dinh dưỡng của lượng thức ăn trong ruột.

## Ở Hoa Kỳ

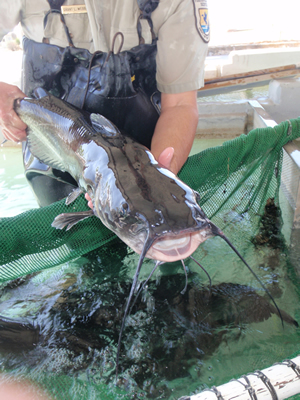
Nuôi cá da trơn ở Mỹ

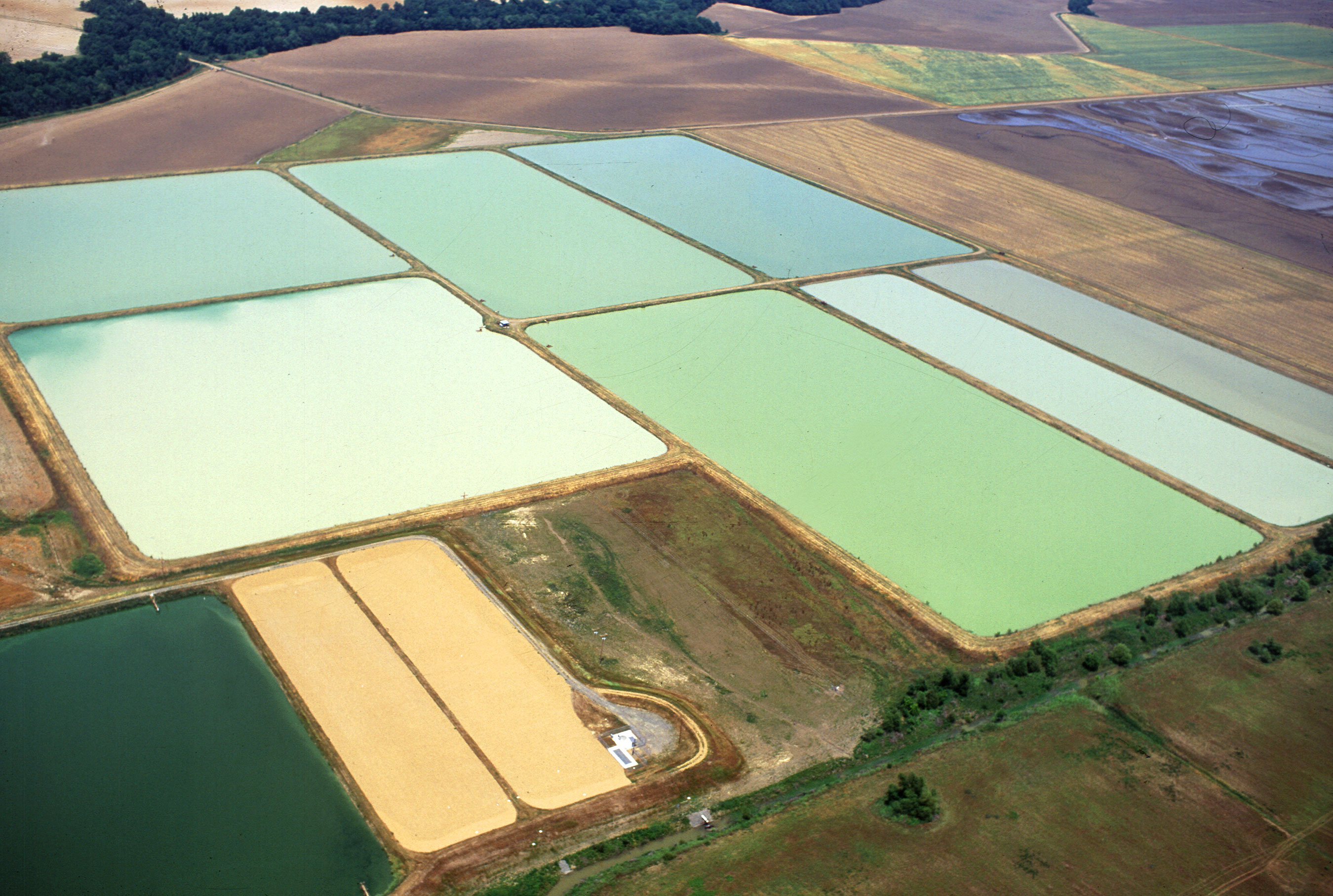
Nuôi cá da trơn ở Louisiana

Các loài trong họ Ictaluridae được nuôi thả tại Bắc Mỹ (đặc biệt là khu vực Deep South, với Mississippi là bang sản xuất lớn nhất của Hoa Kỳ). Chỉ riêng loài Ictalurus punctatus đã đưa lại sản lượng đạt trị giá 450 triệu USD/năm cho công nghiệp nuôi trồng thủy sản. Tại miền nam Hoa Kỳ, cá da trơn là loại thực phẩm cực kỳ phổ biến. Loài cá da trơn được đánh bắt và sử dụng nhiều nhất tại đây có lẽ là hai loài cá trê Mỹ, bao gồm Ictalurus punctatus và Ictalurus furcatus, cả hai đều khá phổ biến trong thiên nhiên và ngày càng được nuôi thả nhiều hơn. Cá da trơn được chế biến theo nhiều cách thức khác nhau; tại châu Âu, chúng thông thường được chế biến giống như đối với cá chép, nhưng tại Hoa Kỳ thì thông thường người ta bóp nó với bột ngô và đem rán.
Ở Mỹ đã từng phát động Chiến dịch cá da trơn chống cá tra và cá basa của Việt Nam, theo đó, một nhóm các nhà kinh doanh Mỹ, trong một chiến dịch chống lại việc nhập khẩu cá tra và ba sa của Việt Nam vào thị trường này. Chiến dịch này bắt đầu từ cuối năm 2000, một số người Mỹ gọi đó là "chiến tranh cá da trơn" hay "cuộc chiến mới chống Việt Nam". Hiệp hội các chủ trại nuôi cá nheo Mỹ (CFA) đại diện cho giới chủ trại nuôi cá giàu có ở bang Mississippi và một số bang miền nam nước Mỹ. Các chủ trại nuôi cá nheo đã dày công đưa con cá nheo thành một loại thực phẩm được bán rộng rãi trên thị trường Mỹ, xếp thứ năm trong số các loài thủy sản được tiêu thụ nhiều nhất nên không vui khi những sản phẩm cá da trơn được nhập từ nước ngoài có phẩm chất tốt hơn, giá bán rẻ hơn, đang vào thị trường Mỹ.
Năm 2001, vào thời vụ ở Mỹ khan hiếm cá nheo, cá Việt Nam nhập khẩu tăng, bắt đầu một chiến dịch quảng cáo kéo dài 9 tháng, tiêu tốn 5,2 triệu USD do Viện Cá nheo Mỹ (TCI) phát động và được CFA tài trợ để chống lại việc nhập khẩu cá tra và ba sa của Việt Nam, nhấn mạnh do cá Việt Nam nhập khẩu mà giá cá nheo ở Mỹ bị giảm tới 10%, việc cá tra, cá ba sa nhập khẩu từ Việt Nam gây thiệt hại cho nghề nuôi cá nheo Mỹ và yêu cầu Chính phủ Mỹ phải có biện pháp xử lý, cá da trơn nuôi ở sông Mê Công có thể chứa cả dư lượng chất độc da cam mà quân đội Mỹ đã rải xuống đây trong thời gian chiến tranh. Cá tra Việt Nam không có chất độc và thịt cá tra, cá ba sa của Việt Nam không hề có mùi bùn. Các chủ trại nuôi cá nheo Mỹ cảm thấy Việt Nam đã bán vào thị trường nước Mỹ loại cá da trơn chất lượng tốt, với mức giá mà khó cạnh tranh.
Đến nay, dù Catfish là tên chung của tất cả các loài cá da trơn, việc sử dụng tên "cá da trơn" (kèm theo các tính từ xác định từng loài) cho các sản phẩm cá da trơn Việt Nam là hoàn toàn đúng quy định và chuẩn mực thương mại quốc tế, cá da trơn của Việt Nam thuộc giống Pangasius cũng như cá nheo nuôi Ictalurus puncatatus ở Mỹ và phần lớn trong số 2.500 loài cá da trơn, thuộc 30-35 họ cá, phân bố khắp thế giới, đều được người Mỹ và những người nói tiếng Anh gọi là "cá da trơn". Cá basa có thể dùng một trong năm tên (Basa, Bocourti fish, Basa catfish và Bocourti catfish) còn cá tra có thể dùng một trong ba tên (Swai, Sutchi catfish và Striped catfish).